# 茨城県道57号常陸那珂港南線
茨城県道57号常陸那珂港南線（いばらきけんどう57ごう ひたちなかこうみなみせん）は、茨城県ひたちなか市内の県道（主要地方道）である。

## 概要
常陸那珂港IC - ひたちなかICは自動車専用道路として指定されており、そのうち、ひたちなか市馬渡（ひたち海浜公園IC） - ひたちなか市部田野（ひたちなかIC）は常陸那珂有料道路として供用している。全線で高速道路ナンバリングによる路線番号「E50」が、北関東自動車道、東水戸道路と共に割り振られている

### 路線データ
- 起点 : 茨城県ひたちなか市阿字ヶ浦町字千駄切552番5地先（常陸那珂港IC）[2]
- 終点 : 茨城県ひたちなか市部田野字象司免2922番4地先（ひたちなかIC）[3]
- 総延長：4.923 km[4]
- 重用延長：0.195 km[4]
- 未供用延長：なし[4]
- 実延長：4.728 km[4]
- 自動車交通不能区間延長[注釈 1]：なし[4]

## 歴史
- 1983年（昭和58年）4月14日：都市計画事業化（水戸勝田都市計画道路 1・3・1号 常陸那珂港南線）[5]。
- 1983年（昭和58年）11月10日：県道常陸那珂港南線（整理番号411）として路線認定される[6]。
- 1983年（昭和58年）12月27日：道路区域が決定する（那珂湊市大字阿字ケ浦字沢田 - 同市大字部田野字山崎、延長3.856 km）[7]。
- 1993年（平成5年）5月11日：建設省から、県道常陸那珂港南線が常陸那珂港南線として主要地方道に指定される[8]。
- 1993年（平成5年）9月6日：路線が延長され、那珂湊市大字阿字ケ浦字千駄桐 - 同市大字部田野字象司免間 (4.556 km) を道路区域とする[9]。
- 1995年（平成7年）3月30日：整理番号411から現在の番号（整理番号57）に変更される[10]。
- 1998年（平成10年）
  - 11月30日：道路区域が変更となる（ひたちなか市阿字ヶ浦町字千駄切 - 同市部田野字象司免、延長4.913 km）[2]。
  - 12月17日：常陸那珂港IC - ひたち海浜公園ICが供用開始[11]。
- 1999年（平成11年）7月22日：ひたち海浜公園IC - ひたちなかIC間が供用開始[12]。
- 2000年（平成12年）1月24日：終点部において、路線を10 m延伸[3]。
- 2000年（平成12年）4月1日：常陸那珂港IC - ひたちなかICの全区間が、通行する車両の最大重量限度25トンの道路に指定される[13]。
- 2004年（平成16年）3月22日：常陸那珂港IC - ひたちなかICの全区間が、通行する車両の高さの最高限度4.1 mの道路に指定される[14]。
- 2019年（令和元年）7月31日：ひたちなか市部田野（ひたちなかIC） - ひたちなか市阿字ヶ浦町（常陸那珂港IC）間を、国際コンテナ車[注釈 2]の重量・長さ上限を引き上げる道路に指定[15]。

## 路線状況
道路法の規定に基づき、ひたちなか市長砂（常陸那珂港IC） - 同市部田野（ひたちなかIC）間の路線全線は、緊急輸送道路として機能を維持するため、災害発生時の被害拡大防止を目的に道路用地内に電柱を建てることが制限されている。

## 地理

### 交差する道路

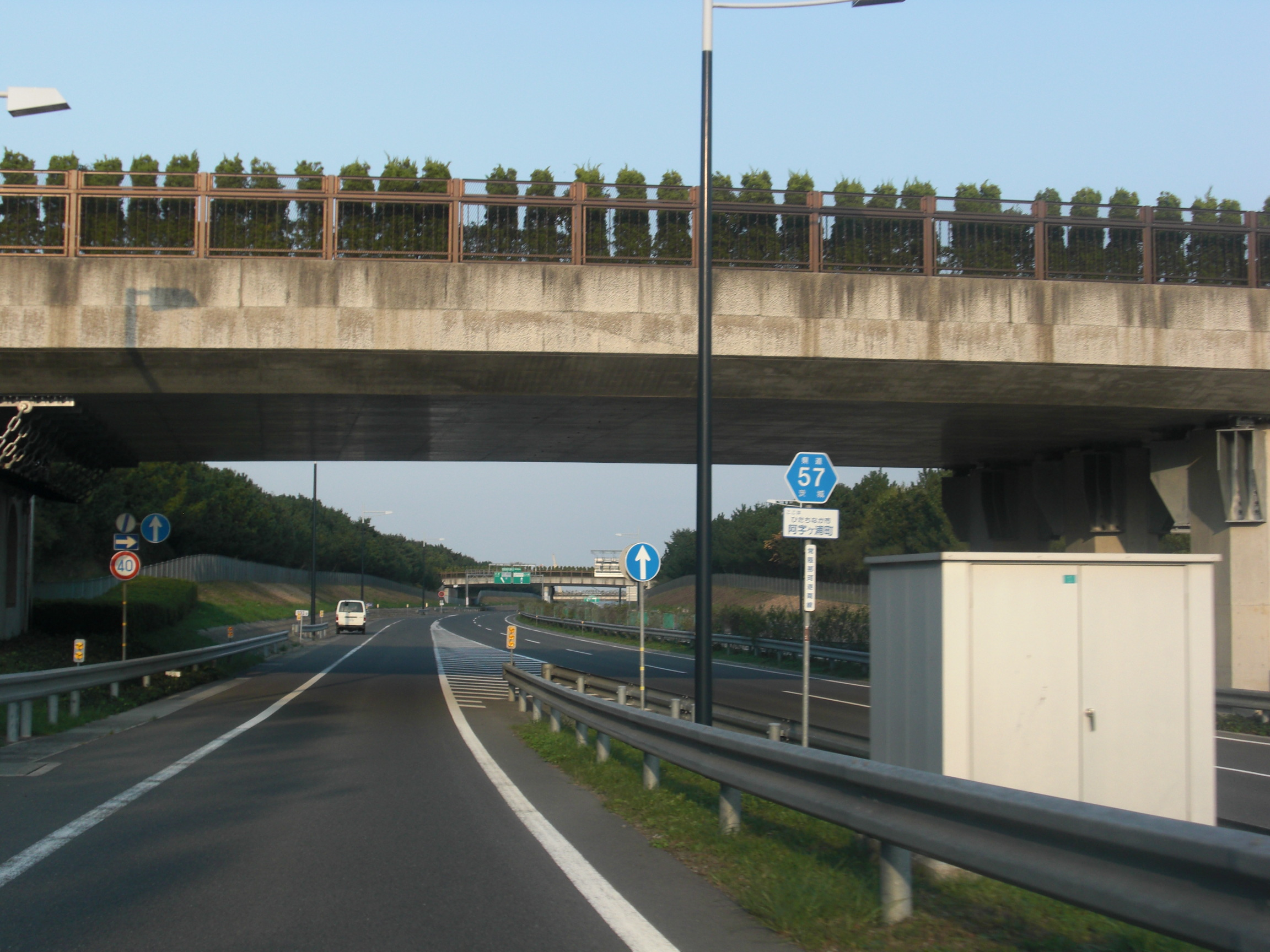
沿線風景（ひたち海浜公園IC付近）

- 茨城県道6号水戸那珂湊線・茨城県道62号常陸那珂港山方線（常陸那珂港IC、起点）
- 茨城県道247号常陸海浜公園線（ひたち海浜公園IC）
- 国道245号・東水戸道路（ひたちなかIC、終点）

## インターチェンジなど
| IC番号                                | 施設名                        | 接続路線名              | 起点から (km) | 栃木都賀から (km) | 所在地       |
| ------------------------------------- | ----------------------------- | ----------------------- | ------------- | ----------------- | ------------ |
| E50 東水戸道路 北関東自動車道友部方面 |                               |                         |               |                   |              |
| 19                                    | ひたちなか料金所 ひたちなかIC | 国道245号               | 0.0           | 90.8              | ひたちなか市 |
| 20                                    | ひたち海浜公園IC              | 県道247号常陸海浜公園線 | 2.9           | 93.7              | ひたちなか市 |
|                                       | 常陸那珂港IC                  | 県道6号水戸那珂湊線     | 4.5           | 95.3              | ひたちなか市 |
| 茨城港常陸那珂港区北ふ頭方面          |                               |                         |               |                   |              |

- IC番号・キロポストは北関東自動車道・東水戸道路から続いている。

## 車線・最高速度
| 区間                            | 車線 上下線=上り線+下り線 | 最高速度 |
| ------------------------------- | ------------------------- | -------- |
| ひたちなかIC - ひたち海浜公園IC | 4=2+2                     | 80 km/h  |
| ひたち海浜公園IC-常陸那珂港IC   | 4=2+2                     | 80 km/h  |